# Perilla frutescens
Perilla frutescens, peril·la, alfàbrega japonesa o peril·la coreana, és una espècie del gènere Perilla dins les Lamiaceae. És una planta anual nativa del sud-est asiàtic i l'Índia i es conrea a la península coreana, al sud de la Xina, al Japó i l'Índia com a menjar. En coreà rep el nom de deulkkae (들깨).

## Tàxons infraespecífics
Perilla frutescens té dues varietats conegudes.
- P. frutescens var. crispa – també dita shiso o tía tô.
- P. frutescens var. hirtella – també dita peril·la allimonada.

## Descripció
La peril·la és una planta anual de fins a 60-90 cm d'alt que té les tiges quadrades i piloses.
Les fulles són ovades i oposades de 7 a 12 cm de llargada i 5 a 8 cm d'amplada amb els marges serrats.
Floreix en raïms d'agost a setembre.
El seu fruit és un esquizocarp, de 2 mm de diàmetre. 1000 llavors pesen uns 4 grams. Les llavors de peril·la contenen un 38-45% de lípids.

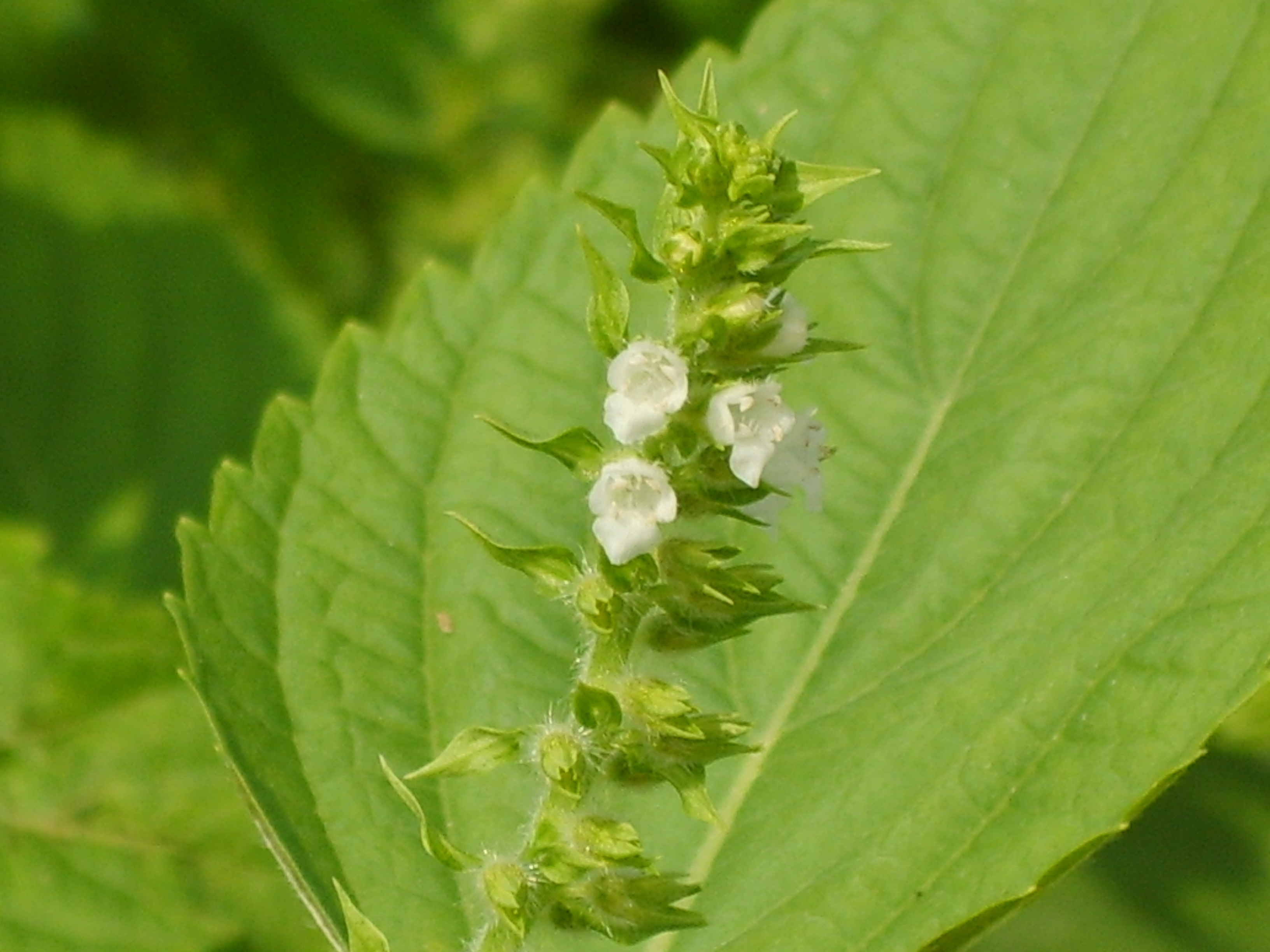
Flors
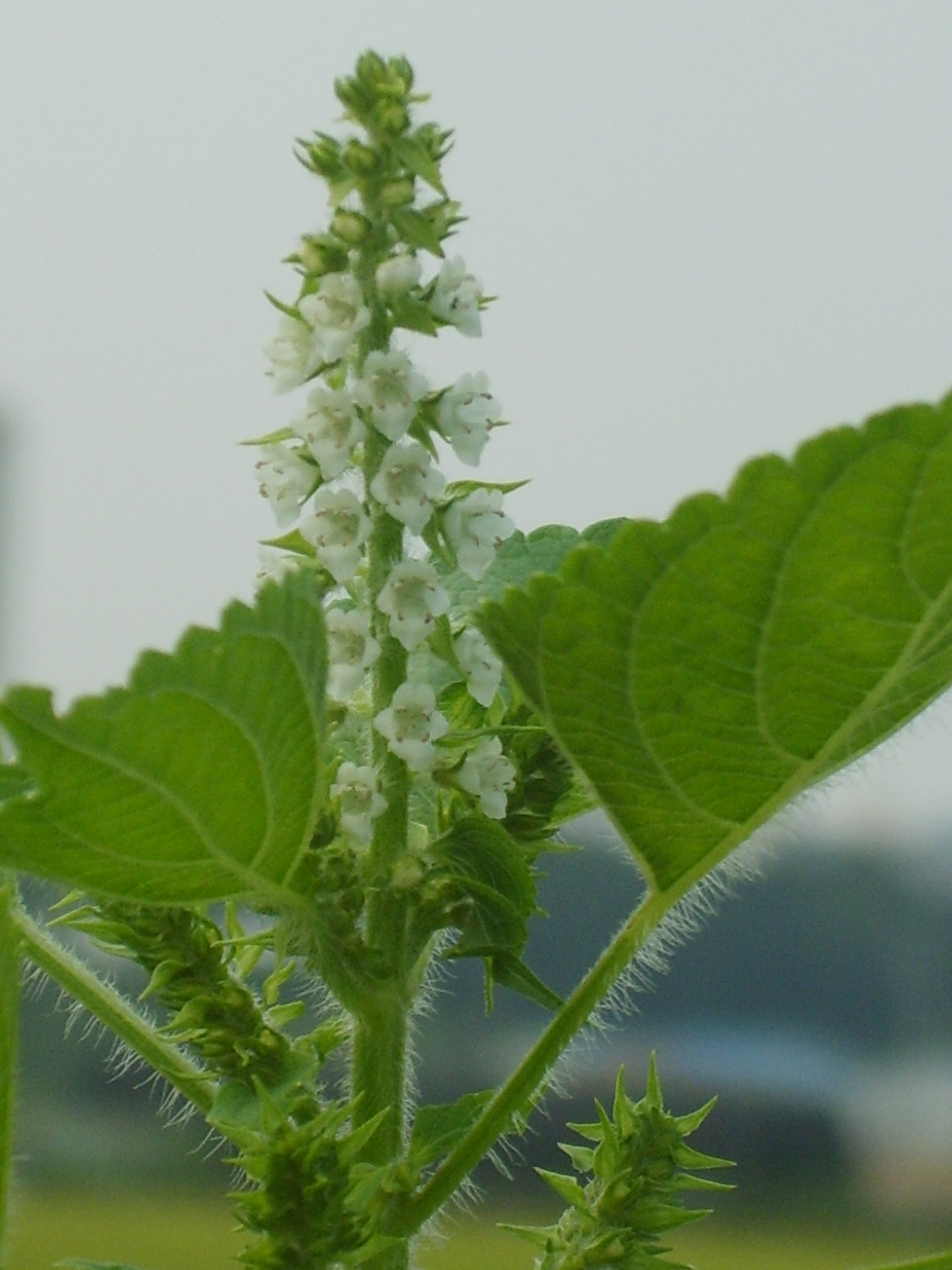
Raïm
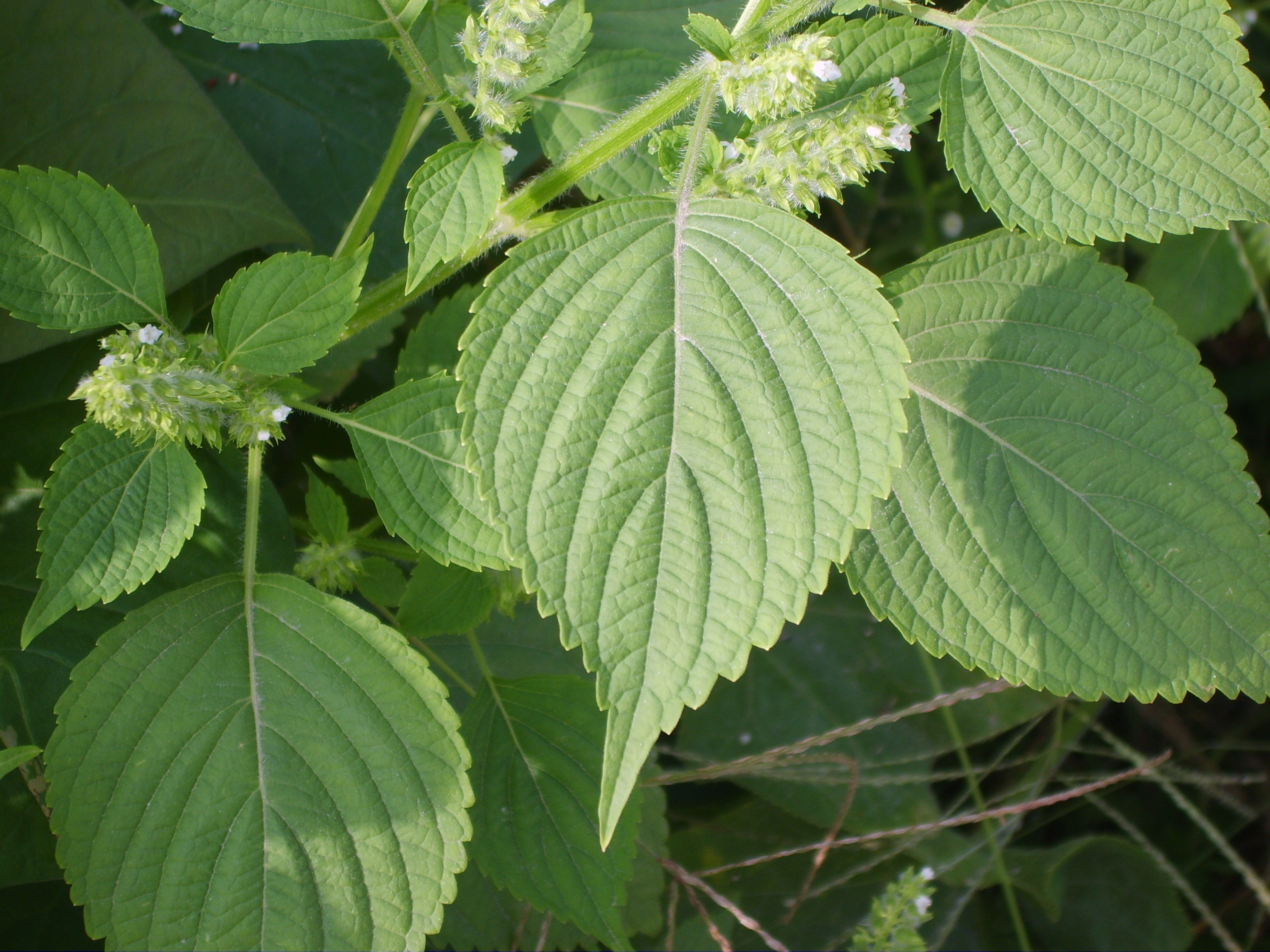
Fulles
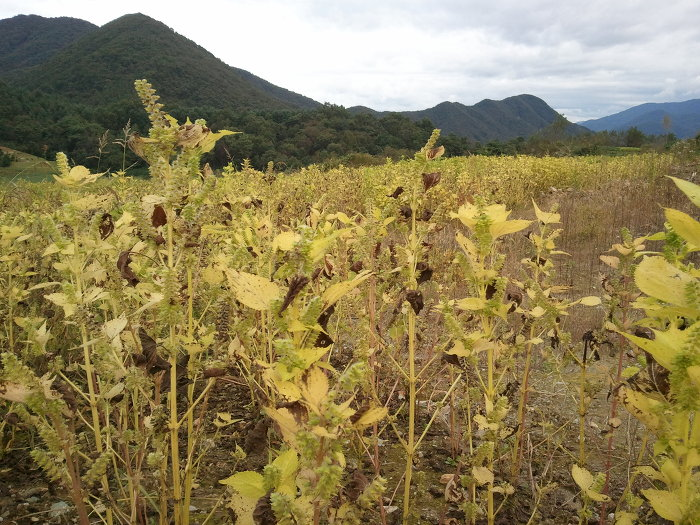
Planta madura a la tardor
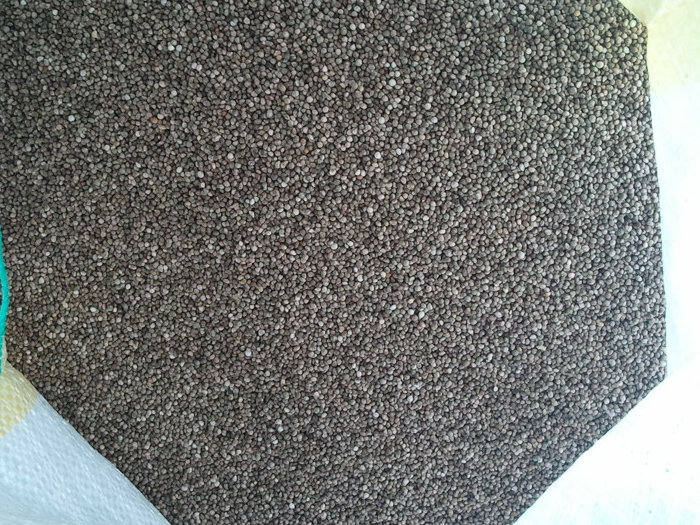
Llavors